# Unveiling the Shadow World
Unveiling the Shadow World é um EP da banda filandesa 0 X í S T, foi lançado pela gravadora Ostra em 26 de abril de 2010.
O álbum contém somente quatro músicas, com a duração total de 23 minutos e 11 segundos.

## Faixas
| N.º | Título                    | Duração |  |
| 1.  | "Gazing into the Void"    | 04:33   |  |
| 2.  | "Kingdom of Slumber"      | 06:35   |  |
| 3.  | "One Over Infinity"       | 04:53   |  |
| 4.  | "Unveil the Shadow World" | 07:10   |  |

## Membros
- Ossi Leino (baixo)
- Mikael "Miku" Ahlstén (bateria)
- Jani Koskela (guitarra, vocais)
- Henrik Hajanti (guitarra)
- Andy Semmens (bateria)